# Tomba dei Giocolieri

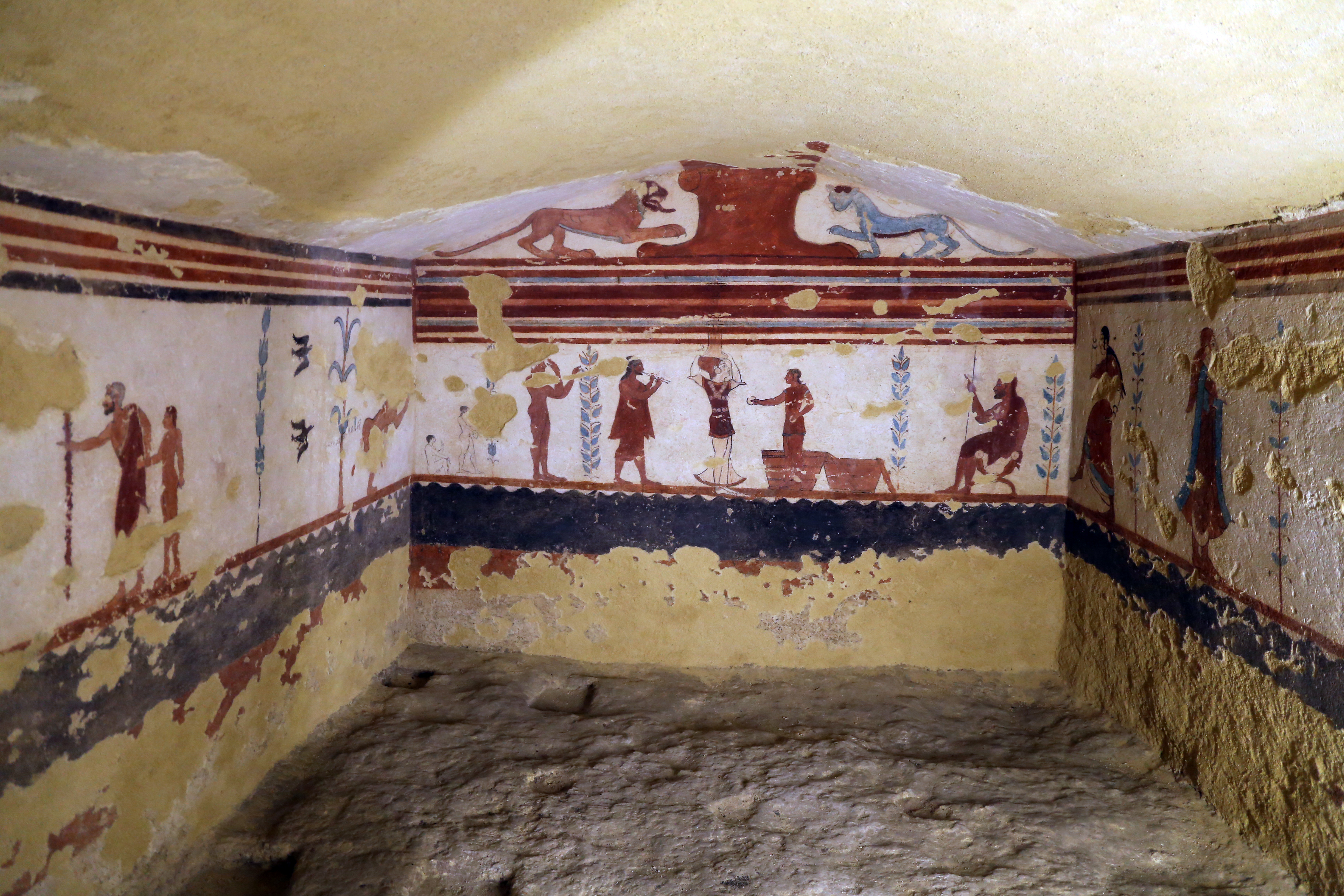
Blick auf Rückwand der Grabkammer

Bei der Tomba dei Giocolieri (dt. Grab der Gaukler oder Grab der Jongleure) handelt es sich um den modernen Namen eines ausgemalten etruskischen Grabes in Tarquinia, Latium. Das Grab wurde 1961 entdeckt. Es besitzt eine Treppe, die direkt in die eigentliche ausgemalte Grabkammer führt. Diese war bei ihrer Auffindung bereits ausgeraubt. Im Schutt der Grabkammer fanden sich zahlreiche Scherben, die aber wohl nicht zur ursprünglichen Bestattung gehören.
Die Grabkammer hat ein Giebeldach mit einem mittleren roten Streifen. An den Schmalseiten der Grabkammer ruht dieser im Giebelfeld auf roten Stützen. Auf der Rückwand sieht man links und rechts davon jeweils einen Löwen und auf der anderen Seite einen Panther. Die Wände der Grabkammer sind mit diversen Figuren ausgemalt. Der Figurenfries wird oben und unten jeweils von einem Farbband gerahmt. Auf der Rückwand sieht man links einen Mann auf einem Klappstuhl sitzend. Es handelt sich vielleicht um den Toten. Vor ihm sieht man Gaukler. In der Mitte steht eine junge Frau mit einem Kandelaber auf dem Kopf. Vor ihr steht ein Knabe, der einen Ring oder Ball in jeder Hand hält. Neben ihm stehen zwei Körbe. Hinter der jungen Frau sieht man einen Flötenspieler und hinter diesem einen nackten Mann und zwei Kinder. Auf der linken Wand sieht man ganz rechts einen Mann hinter einem Baum, wie er seinen Stuhlgang verrichtet. Eine Inschrift kommentiert diese Szene. In der Mitte der Wand sieht man einen alten Mann mit einem Stab, der sich auf einen nackten Jüngling stützt. Vor den beiden sieht man einen weiteren nackten Jüngling. Ganz links sieht man einen weiteren nackten Jüngling mit einem Pferd. Dieser Teil der Wand ist jedoch stark beschädigt. Die rechte Wand zeigt eine Gruppe von Tänzern. In der Mitte steht ein Musiker mit einer Panflöte. Seine Figur ist stark beschädigt. Links und rechts von ihm befinden sich jeweils zwei Tänzerinnen.
Das Grab datiert in die zweite Hälfte des sechsten Jahrhunderts v. Chr. Es gehört der archaischen Stilstufe der etruskischen Malerei an und zählt zu den wichtigsten Zeugnissen dieser Stilstufe.